# Kraftwerk Narcea
Das Kraftwerk Narcea (spanisch Central térmica del Narcea) ist ein Kohlekraftwerk in der Gemeinde Tineo, autonome Gemeinschaft Asturien, Spanien.
Die installierte Leistung des Kraftwerks beträgt 595 MW. Es ist im Besitz von Naturgy und wird auch von Naturgy betrieben. Das Kraftwerk ging 1965 mit dem ersten Block in Betrieb; es wurde am 30. Juni 2020 stillgelegt.
Das Kraftwerk besteht aus drei Blöcken. Die folgende Tabelle gibt einen Überblick:
| Block | Max. Leistung (MW) | Betriebsbeginn | Turbine       | Generator     | Dampfkessel    |
| ----- | ------------------ | -------------- | ------------- | ------------- | -------------- |
| 1     | 65                 | 1965           | C. A. Parsons | C. A. Parsons | Foster Wheeler |
| 2     | 166                | 1969           | BBC           | BBC           | Foster Wheeler |
| 3     | 364                | 1984           | BBC           | BBC           | Balcke Durr    |

Die Jahreserzeugung lag 2000 bei 3,855 Mrd. kWh.